# Nicolas Roeder
Pour les articles homonymes, voir Roeder.
Nicolas Roeder est un mécène de Strasbourg qui mourut dans cette ville en 1510. On lui doit notamment le vaste Mont des Oliviers de la cathédrale de Strasbourg. Lui-même est représenté en transi sur sa dalle funéraire à l'église Saint-Thomas de Strasbourg.

## Biographie
Sa date et son lieu de naissance ne sont pas connus et l'on sait peu de choses de sa vie. Selon Monique Fuchs, il ne serait pas lié avec la famille patricienne des Roeder de Tiersberg et de Rodeck, ainsi que plusieurs autres sources le suggèrent. Il pourrait être originaire de Lahr et avoir été attaché à la maison de commerce des Ingolt, avant de s'établir à son compte.

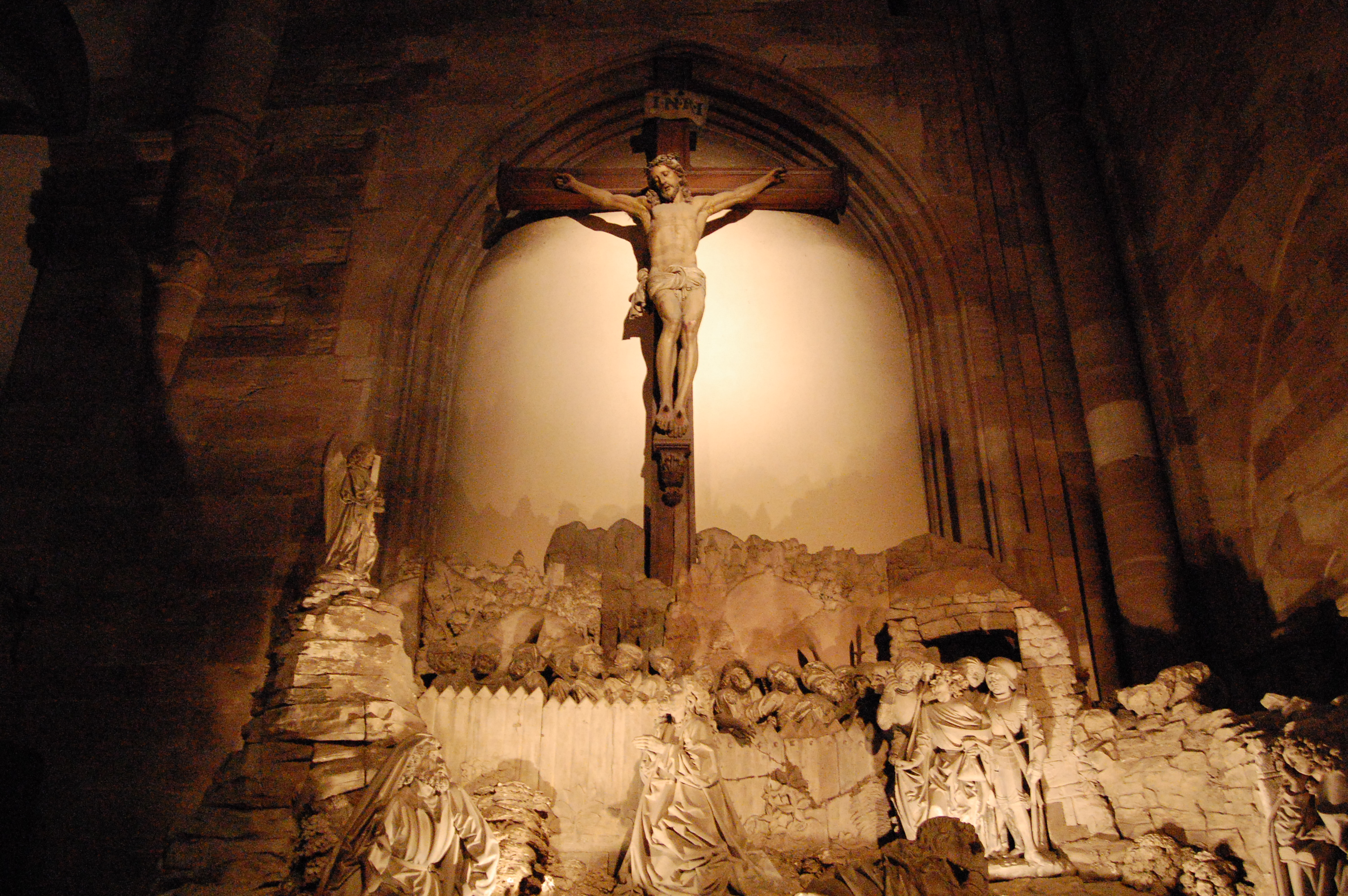
Le Mont des Oliviers commandé par Roeder

En 1498 il commande une sculpture monumentale, Le Mont des Oliviers, destinée au cimetière de l'église Saint-Thomas de Strasbourg. Elle sera transférée à la cathédrale en 1667.

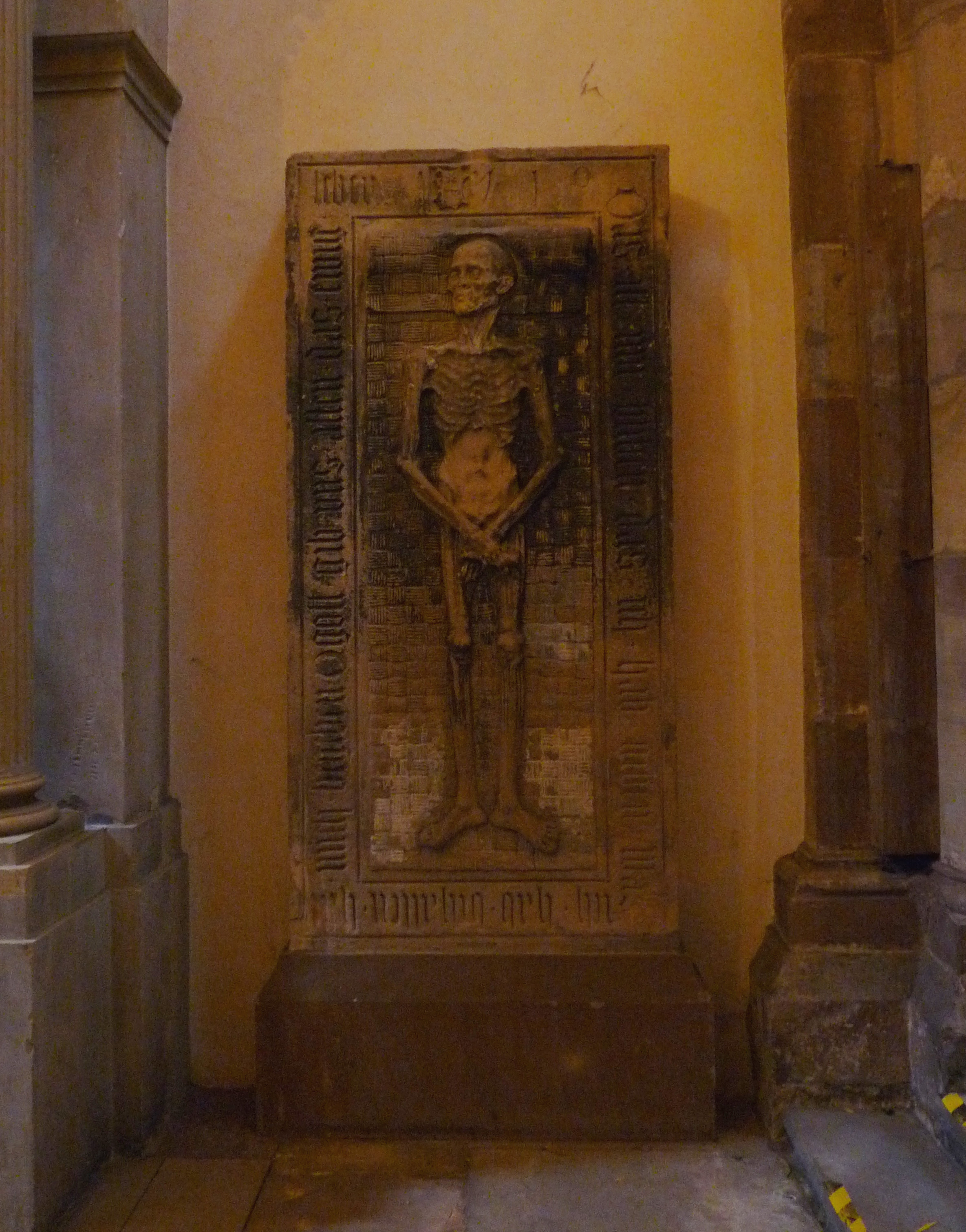
Transi de Nicolas Roeder à l'église Saint-Thomas de Strasbourg

L'église Saint-Thomas abrite sa dalle funéraire, sur le mur oriental du croisillon nord du transept, à droite du mausolée du professeur Jean-Daniel Schoepflin. Une épitaphe en vers, en langue allemande, entoure la pierre sépulcrale, rappelant la précarité de l'existence humaine avec le texte suivant :
« Das ist mir bliben das ich hab geben
Was ich behalten hat mich begeben
O gott gib uns allen das ewig leben. »
 Selon l'historien de l'art Roland Recht, il s'agirait d'une paraphrase de l'Évangile (Mt 10/39 ou 16/25, Le 17/33, Jh 12/25).